# Aleksandr Szaganow
Aleksandr Aleksiejewicz Szaganow, ros. Александр Алексеевич Шаганов (ur. 4 marca 1965 w Moskwie) – rosyjski poeta, piosenkarz, autor tekstów wielu utworów muzycznych różnych wykonawców.

## Życiorys
W roku 1987 ukończył studia w Moskiewskim Elektrotechnicznym Instytucie Łączności. Pracował jako inżynier dźwięku w moskiewskiej Mostelefonstroja oraz występował z koncertami jako piosenkarz.
Popularność zdobył piosenką „Владимирская Русь” („Włodzimierska Ruś”) do muzyki rosyjskiej grupy Czarna Kawa (1985). Pracował z D. Malinowym (piosenki: „Do jutra”, „Kraj Rodzinny”). Pisał piosenki dla Żanny Biczewskiej, Siergieja Czumakowa, Sofii Rotaru, Włada Staszewskiego (Влада Сташевского), E. Kulikowa, A. Kalianowa, A. Berykina,  Ałły Pugaczowej; grup: Lube, Kładz, Rondo,  Na-na, Iwanuszki, Internasional, (Chmury) i innych. Muzykę do jego tekstów, w wielu utworach, komponował Igor Matwiejenko.
Autorskie wykonania piosenek zostały zapisane na płycie Śpiewajcie Braciszkowie. Zostały także wydane tomiki jego wierszy: Stacja Taganskaja, Dzieci naszego podwórka.
Jest laureatem nagród narodowych Owacja z 1992 roku oraz nagrody imienia Katajewa (Dziennik „Junost'”, 1996).
Kibicuje drużynie piłki nożnej Torpedo Moskwa.